# Њу Морган (Пенсилванија)
Њу Морган (енгл. New Morgan) град је у америчкој савезној држави Пенсилванија.

## Демографија
По попису из 2010. године број становника је 71, што је 36 (102,9%) становника више него 2000. године.
| Група             | 2000.      | 2010.      |
| Белци             | 29 (82,9%) | 23 (32,4%) |
| Афроамериканци    | 2 (5,7%)   | 32 (45,1%) |
| Азијати           | 4 (11,4%)  | 1 (1,4%)   |
| Хиспаноамериканци | 0 (0,0%)   | 14 (19,7%) |
| Укупно            | 35         | 71         |